# Effet Mars
L'effet Mars est le nom donné à une hypothétique corrélation, dont l'existence a été avancée dans les années 1950 par Michel Gauquelin, entre la destinée de certains sportifs et la position de la planète Mars par rapport à l'horizon et au méridien géographique au moment de leur naissance.
Il a été statistiquement et rigoureusement démontré que cet effet n'existe pas. 

## L'hypothèse
L'hypothèse testée par Michel Gauquelin à vérifier si la position de la planète Mars par rapport à l'horizon et au méridien au moment de la naissance de certains sportifs de renom présente ou non une distribution statistiquement uniforme,. 

## Premières publications

Un diagramme typique des travaux de Michel Gauquelin montrant à la naissance de sportifs notables une prétendue plus grande fréquence statistique de la planète Mars après son lever (= son passage à l'ascendant) ou après sa culmination (= son passage au Milieu du Ciel).

Dans les années 1950, Michel Gauquelin publie son premier compte rendu de travaux sur l'Effet Mars dans lequel il prétend qu'il existe une corrélation entre la positions de Mars dans le ciel et la naissance de certains sportifs. Il découpe le ciel en douze secteurs et trouve une fréquence de Mars avoisinant les 22 %, dans deux secteurs du ciel, les secteurs 1 et 4, chez les sportifs, pour une espérance qu'il estime aux environs de 17 %.
Les secteurs de Gauquelin, qu'il nomme secteur 1 et 4, correspondent aux périodes suivant immédiatement le lever et la culmination de la planète dans le ciel de naissance.
Dans les années 1960, Gauquelin étend ses recherches à de nouvelles données qui répètent l'écart de distribution de 5 %.

## Contre-études

### L'étude du Comité Para
Michel Gauquelin demande au Comité Belge pour l'Investigation Scientifique des Phénomènes Réputés Paranormaux de vérifier ses travaux.
En 1967, le Comité établit un nouvel échantillon de 535 sportifs et donne des premiers résultats similaires aux études de Gauquelin.
Suspectant un biais démographique dans l’échantillon, le Comité constitue alors 9 échantillons de test qui donnent le même écart de 5 %. Le Comité Para, pour s’assurer qu’il n’y avait pas de biais démographique et que la distribution théorique de Mars dans le ciel proposé par Michel Gauquelin constituait bien une base statistique fiable, a mélangé 9 fois les heures de naissances des sportifs sélectionnés pour obtenir 9 nouveaux échantillons témoins démographiquement équivalents, mais différents. Les résultats restent sensiblement les mêmes que ceux de Gauquelin. La distribution théorique de Mars dans le ciel que Gauquelin utilisait sans avoir recours à la méthode du Comité Para, est à peu de chose près équivalente à celle des 9 échantillons témoins. L’écart statistique subsiste.
En 1976 le Comité Para publie des résultats et conclut que la méthode ne permet pas de s’assurer d’avoir éliminé tous les biais et ne reconnaît pas l'Effet Mars. Les conclusions du Comité Para sont appuyées par la publication dans The Humanist d'un manifeste contre l'astrologie et ses croyances signé par 186 chercheurs dont 18 prix Nobel.

### Les études Zelen et CSICOP
En 1977, le CSICOP mène une nouvelle vérification pour rechercher un facteur naturel qui expliquerait l'écart de 5 % constaté entre les données de Gauquelin et les vérifications du Comité Belge Para.
Le professeur et statisticien Marvin Zelen vérifie l'espérance de distribution de Mars évaluée à 17 % par Michel Gauquelin constituant, cette fois, un large groupe de contrôle. Une base de données de 16 756 individus non sportifs, nés à plus ou moins trois jours et dans les mêmes lieux qu'un échantillon de 303 sportifs, est collectée.
En 1977, les résultats d'une étude sont publiés dans The Humanist confirment une espérance de distribution de Mars autour de 17 %. 
À l'automne 1977, le CSICOP entreprend une autre étude sur les champions américains, cette fois, dont l'échantillonnage est mené par Paul Kurtz et les calculs réalisés par deux astronomes, George Abell et Dennis Rawlins.
Les résultats publiés en 1979 dans The Skeptical Inquirer montre un résultat significativement inverse aux hypothèses de Michel Gauquelin avec un taux de 13,5 % de présence de Mars dans les secteurs clés,.

### L'étude du CFEPP
En 1982, le CFEPP (Comité Français pour l'Étude des Phénomènes Paranormaux) propose une nouvelle expérience dont un protocole détaillée est construit avec le couple Gauquelin. Le protocole stipulait notamment que les champions choisis pour l'expérience devaient avoir une renommée significative.
En 1990, le CFEPP publie un premier rapport préliminaire sur 1066 champions français. Michel Gauquelin critique des violations du protocole de 1982 sur l'échantillonnage dont il considère qu'il ne respecte pas les critères de renommée des champions sélectionnés. Durant l'étude, Michel Gauquelin suggère des ajouts et des retraits de champions que le CFEPP réfute.
En 1996, le CFEPP publie son rapport qui conclut à la non existence de l'Effet Mars en relevant les valeurs de 18,76 % de position de Mars en secteur clés chez les sportifs pour une espérance théorique calculée à 18,2 %,.

## Les biais
Pour le rédacteur en chef de la revue Science et pseudo-sciences  : « Ceux « qui croient » en l’effet Mars, comme tous ceux qui croient aux diverses pseudosciences, se trouveront toujours des raisons de croire, trouveront toujours des « faits » pour conforter leur opinion, dût cette opinion se faire contre les faits et la réalité. Et ils réclameront toujours plus fort des expérimentations, ils dénonceront toujours davantage une prétendue chape de plomb de la « science officielle », mais continueront à ignorer les résultats existants et les études rigoureusement menées.».